# Ilias Chair
Ilias Emilian Chair (* 30. Oktober 1997 in Antwerpen, Belgien) ist ein marokkanischer Fußballspieler, der seit Januar 2017 beim englischen Zweitligisten Queens Park Rangers unter Vertrag steht. Der Mittelfeldspieler ist seit Juni 2021 marokkanischer Nationalspieler.

## Karriere

### Verein
Ilias Chair wurde im flämischen Antwerpen geboren und spielte in der Nachwuchsabteilung des FC Brügge und der Akademie von Jean-Marc Guillou, bevor er in die Jugend des Lierse SK wechselte. Sein Debüt für die erste Mannschaft der Pallieters, welche in der zweithöchsten belgischen Spielklasse spielte, gab er am 9. August 2015 (1. Spieltag) beim 1:1-Unentschieden gegen den KVV Coxyde, als er in der 75. Spielminute für Suleymane Baba Diomandé eingewechselt wurde. Bei der 2:3-Heimniederlage gegen Cercle Brügge am einen Monat stand er bereits in der Startelf. Diese beiden Einsätze blieben seine einzigen in der Saison 2015/16 und in der nächsten Spielzeit 2016/17 kam er bis zu seinem Wechsel zu keiner einzigen Einsatzminute.
Im Januar 2017 absolvierte er beim englischen Zweitligisten Queens Park Rangers ein Probetraining und konnte in diesem überzeugen. Am 31. Januar 2017 unterzeichnete er einen permanenten Vertrag beim Verein aus White City, London. Die verbleibende Saison spielte Chair bei der U23-Mannschaft. Auch die der folgenden Saison 2017/18 verbrachte er bei der Reserve, war aber auch häufiger im Spieltagskader der ersten Mannschaft gelistet. Sein Debüt bestritt er am 8. August 2017 beim 1:0-Heimsieg gegen Northampton Town im EFL Cup 2017/18, als er in der 63. Spielminute für Luke Freeman eingewechselt wurde. Am 2. Dezember 2017 (20. Spieltag) absolvierte er bei der 0:1-Auswärtsniederlage gegen Preston North End sein erstes Spiel in der Championship. 28. April 2018 (45. Spieltag) traf er beim 3:1-Heimsieg gegen Birmingham City in seinem dritten Ligaspiel für QPR erstmals und assistierte einen weiteren Treffer. In dieser Saison 2017/18 bestritt er vier Ligaspiele.
In der folgenden Spielzeit 2018/19 gelang ihm nicht der Durchbruch in die Startaufstellung und er wurde bis Mitte Januar nur in vier Ligaspielen eingesetzt. Um Spielpraxis zu sammeln, wechselte er am 31. Januar 2019 auf Leihbasis bis Saisonende zum Viertligisten FC Stevenage. Sein Debüt absolvierte er am 2. Februar 2019 (31. Spieltag), als er beim 1:0-Heimsieg gegen Yeovil Town von Beginn an auf dem Platz stand. Am 16. Februar (33. Spieltag) erzielte er im Auswärtsspiel gegen Lincoln City zwei späte Tore (87. und 94. Spielminute) zum 2:2-Unentschieden und brachte seinem Verein so einen Punkt ein. Er kam in allen 16 Ligaspielen seit seiner Ankunft zum Einsatz und erzielte in diesen sechs Tore und bereitete genauso viele weitere Treffer vor.
Nach seiner Rückkehr zu den Queens Park Rangers zur Spielzeit 2019/20 etablierte er sich unter dem neuen Cheftrainer Mark Warburton als Stammspieler. In der EFL Championship 2020/21 konnte er seine Leistungen noch einmal steigern und erzielte acht Ligatreffer für den Tabellenneunten. In der anschließenden Spielzeit gelangen ihm neun Tore für seine Mannschaft.

### Nationalmannschaft
Ilias Chair wurde im März 2018 marokkanischer U23-Nationalspieler. Im Juni 2021 debütierte er für die marokkanische Fußballnationalmannschaft bei einem 1:0-Erfolg im Freundschaftsspiel gegen Ghana. Im weiteren Jahresverlauf bestritt er zudem fünf Spiele für Marokko in der Qualifikation für die Fußball-Weltmeisterschaft 2022, die seine Mannschaft mit der Qualifikation erfolgreich abschließen konnte. Bei der Endrunde in Katar erreichte mit dem marokkanischen Team das Halbfinale, wobei er lediglich im Spiel um Platz drei zum Einsatz kam.